# Jeanne Bucher
Casa-Jeanne Bucher (1872-1946) és la fundadora de la galeria Jeanne Bucher.
Jeanne Bucher, nascuda a Guebwiller, és la germana de Pierre Bucher. Va arribar a París el 1920 on es va relacionar amb Edmond Bernheim, Jean Lurçat, Dollie i Pierre Chareau, i Jean Dalsace.
Va obrir la seva primera galeria-llibreria en un annex de la botiga d'exposició Pierre Chareau, on es va retrobar amb l'escriptor-editor Georges Hugnet. Els seus inicis els va dedicar al cubisme i sobretot a les escultures de Jacques Lipchitz. Quan les dificultats financeres la van obligar a vendre la seva galeria d'art, va participar en les exposicions organitzades per Casa Cuttoli, carrer Vignon. El 1936, obre una galeria al 9 boulevard del Montparnasse, sempre molt protegida per l'amistat de Jean Lurçat i de Georges Hugnet, dels qui exposa les seves obres entre d'altres. Exposa obres de Pablo Picasso, Joan Miró, Kandinsky, Henri Laurens,Georges Gimel, Jacques Lipchitz, Max Ernst, Nicolas Eekman, Jean-Francis Laglenne, Jean Signovert…